# 諾頓網絡安全
诺顿网络安全特警（英語：Norton Internet Security，NIS）是一個由賽門鐵克公司研發的電腦综合个人计算机信息安全收费软件，集中在提供一個全面的互聯網保護。軟件提供了惡意軟件防護及移除，並使用病毒庫及啟發式技術識別病毒；其他功能包括一個個人防火牆、網絡釣魚的防護及垃圾郵件過濾。
該軟件可供Microsoft Windows系列操作系统和Mac OS X使用。這是賽門鐵克公司的其中一項旗艦產品。不過該軟件於2015年後不再更新。

## 版本歷史

### 2006版本及之前

#### 不兼容Internet Explorer 7
隨著Windows Internet Explorer 7的發佈，Norton Internet Security 2006及之前版本的主圖形使用者介面（GUI）遭到數個腳本錯誤。
現時的Norton Internet Security版本已完全支援IE7，但不再使用IE。它的使用者介面已經改用了HTMLayout（页面存档备份，存于）引擎。
由於在2007以前的版本使用的GUI並不是使用標準的GUI程式庫，而是使用了IE的網頁介面，任何對IE的變更都會導致Norton軟件無法執行。具體來說，這對Norton AntiVirus及Norton Firewall的影響有多大並不知道，但有以下幾個解決的辦法：
1. 其一是透過Norton Support免費升級至NIS2007，但對於在較舊的電腦上使用本軟件的用戶來說，系統會明顯的變慢；
2. 其二可參看MSDN（Microsoft Developer Network）有關如何解決這個問題（页面存档备份，存于）的討論。

### 2007版本（14.x）
經過客戶多年的抱怨關於產品對系統的速度及系統的應用的影響，賽門鐵克在2007年作出反應，對於大量的需求，賽門鐵克重寫產品的代碼使產品更輕巧、更快速，雖然比其他競爭者仍佔用硬碟的大量空間，而且依然是導致系統嚴重效率問題的元兇。

### 2008版本（15.x）
2008版本在2007年8月28日發佈。這個版本有數個新功能，包括SONAR（Symantec Online Network for Advanced Response）技術、瀏覽器防禦程式（Browser Defender,Internet Explorer Exploit Protection）及諾頓身份安全保護（Norton Identity Safe）。
在NIS2008發佈不久，賽門鐵克發佈一個2008add-on package。This is essentially the same path Symantec took with the 2007 product line；這個2008包裹加入了功能，例如「防垃圾郵件」及家長防護網。Notably, the 2008 package does not include the ad blocking and pop-up blocking features that were included in the 2007 add-on package.

### 2009版本（16.x）
2009版本在2008年9月8日發佈。2009號稱目前業界最快的軟件，一項第三方評測機構Pass Mark的資料顯示，無論是安裝、開機啟動時間（boot time）、掃毒以及病毒檔更新速度，亦或記憶體資源佔用，諾頓2009都勝過卡巴斯基、趨勢等大廠；另外，這一版還加入了Norton Safe Web，即網頁信用評等功能；許多資安專家與消費者都認為，2009是諾頓近5年來最成功的一版。

### 2010版本（17.x）

NIS 2010运行于Windows 7

諾頓2010加入了雲端鑑識技術，這項技術是一種信譽評鑑制度，把諾頓全球使用者遭遇過的程式以及檔案，全都匯聚在諾頓雲端資料庫中，然後依照危險程度評分，完全不佔系統資源。當其他使用者也在網路上遇到相同檔案時，只需透過連線，取得諾頓雲端資料庫所給的檔案信用評價，就能避免大部份最新威脅。

### 2011版本（18.x）
NIS2011最大的改进是应用了最新的SONAR3技术探测病毒码无法识别的恶意程序，另外还新增了备份工具Norton Bootable Recovery Tool，主界面下半部分新增了诺顿检测到的全球分布图，而诺顿Firefox工具栏支持最新的3.6.x版本和4.0beta版。资源占用上同上一个版本NIS2010差距不大，而软件Logo也从过去的圆形变成方形。

## 特色

### 包括的軟件
在兩個平台，諾頓網絡安全大師是諾頓防毒及諾頓個人防火牆的一個結合。一個可選擇的add-on package能夠從官方網頁下載，通过该扩展包可以扩展诺顿网络安全特警的父母控制和隐私控制的功能。

### 產品激活
Norton Internet Security 2004及之後的版本都包括了產品激活的需求。Norton Internet Security 2004至到2007版本能夠通过互联网或电话激活。由Norton Internet Security 2008開始，只能通过互联网激活。

### 速度提升
Norton Internet Security 2009以速度及效能作为主打，是诺顿个人信息安全产品系列最快的一个版本，以Engineered for speed著称。

### 实时升级
Norton Internet Security 2009推出了5至10分钟脉冲升级（Pulse update），是业界升级最快的个人信息安全软件。

### 快速安装及卸载
Norton Internet Security 2009的安装及卸载速度非常快，一分钟内便可完成。

## 批評
很多批評都瞄準Norton AntiVirus，包括其緩慢的速度、效率低下及難以移除。同樣地，因為Norton Internet Security也包含Norton AntiVirus，所以這些批評也瞄準Norton Internet Security。在2006年9月，ThePCSpy.com（页面存档备份，存于）做了兩個研究，經由數個全面的測試以找出什麼程式最拖慢Microsoft Windows。Norton Internet Security 2006在兩個測試中均處於令個人電腦最慢的第一名，而Norton Internet Security 2007則在第二個測試中取得第三。

## 改進
從2007開始，速度、效率一直都是Norton改版的重點目標，2009年2月，一個德國評測機構PassMark （页面存档备份，存于） 對幾款市售防毒再做效能研究，Norton在多項測試上都獲得了讓人驚訝的成績，早已非同日可語。

## 獎項
Norton Internet Security贏得兩個PC Magazine的editor's choice 2007及2008最佳防毒軟件產品獎項。

## 請參看
- 賽門鐵克
- 諾頓防毒
- 防毒軟件
- 防毒軟件比較

## 外部連結
- 諾頓網路安全大師(台灣)（页面存档备份，存于）
- 诺顿网络安全特警(中國)（页面存档备份，存于）
- 諾頓網路安全大師(香港)（页面存档备份，存于）